# Blomard
Blomard é uma comuna francesa na região administrativa de Auvérnia-Ródano-Alpes, no departamento Allier. Estende-se por uma área de 22,8 km². Em 2010 a comuna tinha 247 habitantes (densidade: 10,8 hab./km²).